# هرمان رورشاخ
هرمان رورشاخ (آلمانی: Hermann Rorschach؛ ۸ نوامبر ۱۸۸۴ – ۱ آوریل ۱۹۲۲) یک دانشمند در زمینه روان‌پزشکی، روانکاوی و روان‌سنجی اهل سوئیس بود. در سال ۱۹۲۱ میلادی هرمان رورشاخ کتاب تشخیص روانی را منتشر کرد. او در این کتاب به ارائه تست رورشاخ پرداخت.